# The Daily Telegraph (Neuseeland)
The Daily Telegraph war eine regional erscheinende Tageszeitung in Neuseeland mit Sitz in Napier. Sie wurde 1999 eingestellt.

## Geschichte
Der Daily Telegraph erschien erstmals am 1. Februar 1871. Mitbegründer und Herausgeber war der Londoner Journalist Richard Halkett Lord. Mit seinen knapp 2.200 zählenden Einwohnern war Napier wohl seiner Zeit noch nicht vorbereitet für Lords liberale Ansichten und Gedanken bezüglich gleicher Rechte und Möglichkeiten für alle. Zu stark waren die Interessen der Siedler der Stadt, die an der Aufteilung des riesigen Landes der Province Hawke’s Bay teil haben wollten. Das Blatt stieß deshalb auf wenig Gegenliebe und damit nach 12 Monaten auf finanzielle Schwierigkeiten, während das konservative Konkurrenzblatt Hawke’s Bay Herald in der Zeit von zweiwöchentlicher Erscheinungsweise auf die tägliche Ausgabe seiner Zeitung wechseln konnte. Doch der Telegraph konnte mit finanzieller Unterstützung von vier Investoren, allesamt keine Zeitungsexperten, gerettet werden. Lord hielt sich noch bis 1893 und wurde dann durch Robert Price, ebenfalls Journalist, ersetzt.
Die ursprüngliche Ausgabe des Telegraph, der seinerzeit für zwei Penny verkauft wurde, hatte vier Seiten je 5 Spalten und wurde auf einem Format von 48 × 34 cm gedruckt. Der Schriftsatz geschah von Hand und der Druck erfolgte noch auf einer handbetriebenen Druckpresse. Von seinen Schwierigkeiten in den Gründungsjahren erholt, erreichte der Telegraph 1879 bereits eine Auflage von 1.500 Exemplaren. Einen weiteren Rückschlag erlitt das Blatt allerdings am 18. Dezember 1886, als das Zeitungshaus auf der Tennyson Street komplett abbrannte und über Monate lediglich eine kleine Ausgabe herausbringen konnte.
1891 übernahm Edward Knowles, einer der ursprünglichen vier Investoren den Telegraph, verkaufte ihn aber 1908 an eine Zeitungsgruppe aus Auckland, die von den Familien um Henry Brett, Thomson W. Leys und William J. Geddis kontrolliert wurde. Das Blatt blieb bis 1982 in den Händen der drei Zeitungsfamilien, wurde dann aber unter der Hawkes Bay News Limited mit dem Hawke’s Bay Herald-Tribune, der aus dem Zusammenschluss des Hawke’s Bay Herald und des Hawke’s Bay Tribune hervorging, zusammengeführt. Beide Zeitung behielten zunächst ihren Namen und produzierten weiterhin ihre eigenen Ausgaben.
1984 wurde die Hawkes Bay News Limited an die New Zealand News Limited verkauft, dem Herausgeber des Auckland Star. In dieser Zeit war der Daily Telegraph die erste täglich erscheinende Zeitung in Neuseeland, die ihre Ausgaben auf Farbdruck umstellte. 1988 verkaufte New Zealand News schließlich seine Zeitungen aus der Region Hawke’s Bay an Wilson & Horton, die dann ihrerseits 1996 von APN New Zealand aufgekauft wurde und heute zum australischen Medienkonzern APN News & Media gehört.
1999 wurde der Daily Telegraph und der Hawke’s Bay Herald-Tribune als Tageszeitung eingestellt und die Redaktionen zur neu gegründeten Hawke’s Bay Today zusammengeführt.

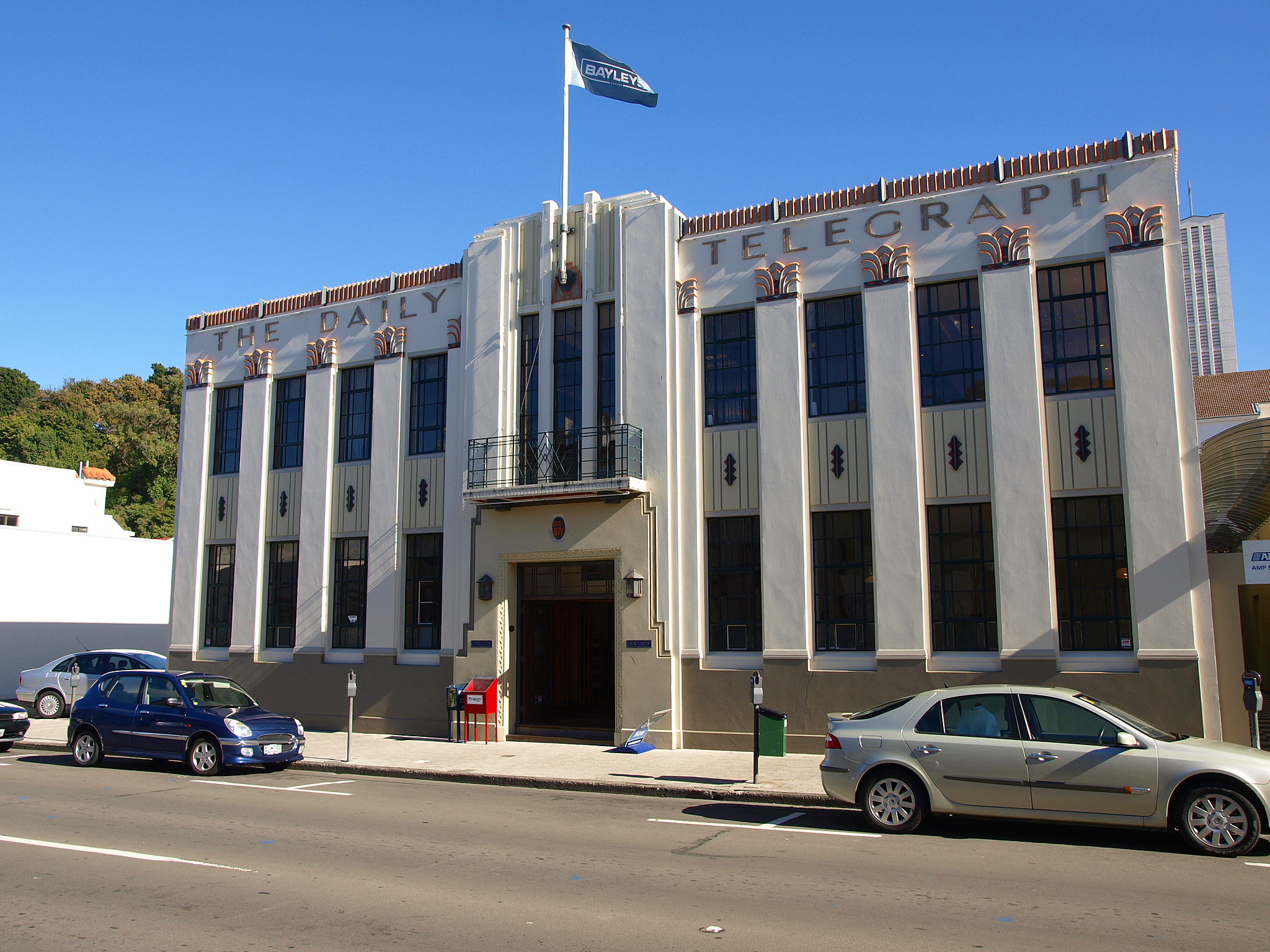
Das dritte Gebäude der Zeitung (1933)

## Hawke’s-Bay-Erdbeben von 1931
Zwei Tage nach den Feierlichkeiten zum 50. Jubiläum des Daily Telegraph zerstörte am 3. Februar 1931 ein schweres Erdbeben die Stadt. Das Haus der Zeitung wurde völlig zerstört und ein Mitarbeiter der Zeitung verlor sein Leben. Acht Notausgaben des Telegraph wurden von einer anderen Zeitung herausgebracht, bis nach drei Wochen eine Übergangslösung für die Druckerei in einer Schule gefunden wurde.
1933 wurde das dritte Gebäude des Daily Telegraph auf der Tennyson Street in Napier errichtet. Das Gebäude, das am 21. September 1989 in die Kategorie 1 des New Zealand Historic Places Trust für besondere historische Gebäude aufgenommen wurde, wird heute gut erhalten von einem Immobilienunternehmen als Bürogebäude genutzt.